# Netoșka Nezvanova

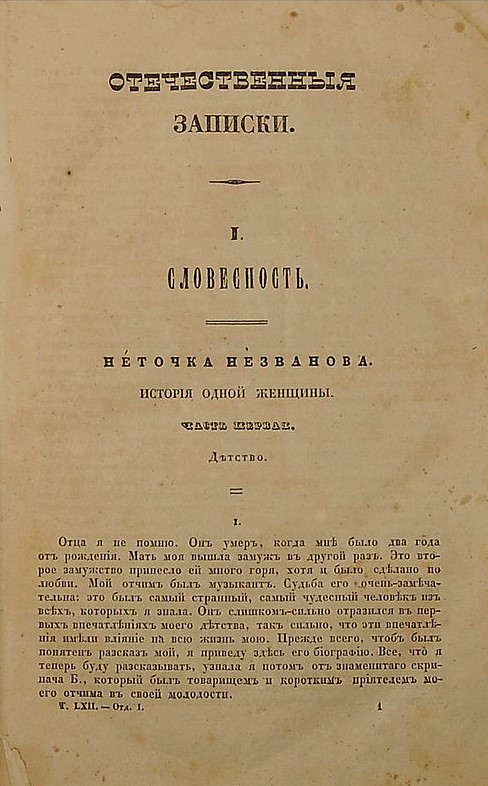
O pagină din roman.

Netoșka Nezvanova este un roman nefinisat al scriitorului rus Feodor Dostoievski. A fost publicat parțial în 1849, dar lucrul asupra lui a fost întrerupt de exilul scriitorului în Siberia. Personajul principal al operei este o fată cu același nume, ea întâlnindu-se cu sora ei vitregă Katia.